# 乌斯季屠杀

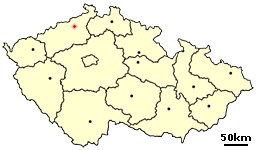
乌斯季在捷克的位置

乌斯季屠杀（捷克語：Ústecký masakr）是1945年7月31日，第二次世界大战结束后不久，发生在拉贝河畔乌斯季的针对德意志人的屠杀事件，乌斯季是波西米亚北部（苏台德）一个居民主要是德意志人的城市。
曾经组织了布尔诺死亡行军的贝德里奇·Pokorný被指控组织了这次屠杀，在波茨坦会议（1945年7月17日至8月2日）后期，在政府已停止这种行为后。
2005年7月31日，乌斯季市市长在桥上安放了纪念牌匾，上面写着“纪念1945年7月31日暴力行为的受害者”。

## 原因及冲突
7月31日15:30，位于城内Krásné 布雷兹诺的一座军火库爆炸。死亡人数为26或27人（其中7人为捷克人） ，数十人受伤。
爆炸发生后，针对德国人的种族屠杀立即在城内的四个地点开始，他们在战争结束后都戴着白色臂章，因此很容易识别。他们遭到殴打，被刺死、枪杀或淹死在消防水池。在易北河桥上，一名德国人格奥格·Schörghuber，高喊挑衅口号，被人群扔进河里，当他试图游走时，被士兵枪杀。不久其他人，包括一名妇女、一个婴儿和手推车，被扔进水中，随后开枪。肇事者是革命卫队（战后准军事集团），捷克和苏联士兵，和一群最近从其他地方来到的捷克人。当地的捷克人，包括市长约瑟夫冯德拉，试图帮助受害者。最后，该州进入紧急状态，并宣布实行宵禁，到18时25分，街道被军队清理。

## 受害者人数
估计受害人数是80-100人。8月1日，24具聚集在城内的尸体在特蕾津过去的集中营火葬场烧掉；17名Schicht工厂职员在爆炸发生时下班经过桥梁消失。在随后的几天里，有数十具尸体沿易北河漂到德国。不过，他们可能来自其他地方。苏台德地区德国人的估计值更高，达到2700人。

## 后果
第二天，8月1日，捷克斯洛伐克政府成立了一个Ludvík Svoboda将军领导的调查委员会。委员会未能发现爆炸的原因，但谴责了德国破坏者（Werewolf）。 
爆炸和随后的屠杀被用作倡导从捷克驱逐德国人的借口。在共产党统治捷克斯洛伐克时期（1948至1989年），事件的详情遭到压制，大部分捷克人对此都不了解。

## 怀疑共产党参与
1989年天鹅绒革命以后，弗拉迪米尔凯撒开始调查这一事件，最近和另一乌斯季公民扬·哈韦尔出版调查结果。虽然只有间接证据保存下来，他们得出结论认为，爆炸和屠杀是捷克斯洛伐克秘密共产党人所预谋，特别是内务部长贝德里奇·Pokorný早些时候组织了布尔诺死亡行军，以支持从捷克斯洛伐克迁走德国人，向波茨坦会议证明德国人与捷克人共居一地是不可能的。